# Drosophila trifilum
Drosophila trifilum är en tvåvingeart som beskrevs av Frota-pessoa 1954. Drosophila trifilum ingår i släktet Drosophila och familjen daggflugor.
Artens utbredningsområde är Brasilien.